# NEWSのオールナイトニッポン
NEWSのオールナイトニッポンは、日本のラジオ番組。ニッポン放送『オールナイトニッポン』の特別番組として、日本時間の2005年4月25日、2007年11月14日25時-27時に放送された。2021年2月21日17時40分-21時20分に放送されたNEWSのオールナイトニッポンPremiumについても本稿で扱う。パーソナリティは、男性アイドルグループ、NEWSのメンバーが務めた。

## 概要

### 2005年4月25日の放送
普段「西川貴教のオールナイトニッポン」を放送している時間帯に、NEWSのファーストアルバム『touch』の発売を記念した特別番組として放送された。NEWSのメンバーである山下智久・錦戸亮・内博貴の3名が出演した。この3名でのラジオ番組出演はめずらしく、本人たちも異色の取り合わせのため新鮮な心境であることを番組内で述べている。番組の途中では、山下と、錦戸・内が分かれて話す時間帯もあった。

### 2007年11月14日の放送
普段「小栗旬のオールナイトニッポン」を放送している時間帯に、NEWSの7枚目のシングル『weeeek』と2枚目のアルバム『pacific』の同時発売を記念した特別番組として放送された。山下智久・錦戸亮・加藤成亮の3名が出演した。

### 2021年2月21日の放送
NEWSのオールナイトニッポンPremiumとして放送。3時間40分という長尺にわたる特別番組。メンバー全員（増田貴久・小山慶一郎・加藤シゲアキ）が出演した。メンバーがテーマに沿ったNEWSやジャニーズの楽曲を選んでオンエアする企画等が放送された。

## コーナー
『touch』収録曲テーマトーク
ルーレットを回し、出た曲タイトルにちなんで、「疾走! Friday Night」で「金曜日の過ごし方」、「Say Hello」で「外国人と話した体験」などのテーマに沿ったトークを30秒間行った。
NEWSとデート「告っていいよね」
『touch』に付属する特典DVDとの連動企画。山下・錦戸・内の3名が、これから付き合いたいと思っている女性とのデートプランと、告白の言葉を発表した。
『pacific』では「なんとかなるさ」にちなんで、「なんとかならなかったこと」などのテーマに沿ったトークを30秒間行った。